# 挪威海军特种作战突击队
挪威海军特种作战突击队（挪威语：Marinejegerkommandoen，简称MJK），是挪威特种作战司令部的海上组成部队，成立于1953年，是挪威历史最悠久的特种部队，总部位于韦斯特兰郡哈康斯文海军基地。现任指挥官是卡雷·卡尔森上校。